# 諾爾齊夫卡
49°18′26″N 37°3′5″E / 49.30722°N 37.05139°E
諾爾齊夫卡（烏克蘭語：Норцівка）是位於烏克蘭東部的村莊，由哈爾科夫州伊久姆區的薩溫齊市鎮負責管轄。該村始建於1726年，面積0.74平方公里，海拔高度89米，2001年人口220，人口密度每平方公里298.9人。